# Adam Dan
Adam Dan (født 8. februar 1848 i Odense, død 6. maj 1931 i Clinton, Iowa) var en dansk-amerikansk præst og forfatter.
Dan kom 1868 på en missionsskole i Basel, men efter en kortvarig missionsvirksomhed i Nubien og Jerusalem blev han 1871 præst for en dansk menighed i Racine, Wisconsin; 1880 drog han til Californien, 1884 blev han præst i Minneapolis og Saint Paul i Minnesota, 1893 i Chicago, 1896 i Cedar Falls og Fredsville, 1900 i Boston og 1902 atter i Chicago. Han var en af den dansk-amerikanske kirkes betydeligste skikkelser og har udgivet flere digtsamlinger, fortællinger, prædikener og religiøse skrifter.